# Malá Řezná
Malá Řezná německy Kleiner Regen je řeka pramenící v Roklanském lese na úpatí Medvědí hory v NP Šumava, v okrese Klatovy. Po přibližně devatenácti kilometrech dlouhém toku západním směrem se nedaleko Zwieselu stéká s řekou Řezná (německy Großer Regen). Po soutoku těchto toků pokračuje dále řeka pod názvem Schwarzer Regen.
Pramen Malé Řezné se nachází na kamerální slati, která je v komplexu Modravských slatí ojedinělá tím, že jí prochází rozvodí mezi Černým a Severním mořem. Větší část této slatě je ze západu odvodňována právě Malou Řeznou do povodí Černého moře. Její tok poté směřuje na severozápad, kde po kilometru poblíž Verlorener Schachten, na úpatí hory Roklan překračuje státní hranici s Německem a vtéká do Národního parku Bavorský les Přes „Regenschwelle“ stéká k Frauenau, kde opouští Národní park Bavorský les a vlévá se do přehrady Trinkwassertalsperre, která zásobuje Frauenau pitnou vodou. U Zwieselau se do ní vlévá její největší přítok Flanitz. Tok Malé Řezné po té pokračuje podél železnice a státní silnice číslo 2132 do Zwieselu. Tam se jako kratší (19 km) a méně vodnatá (2,8 m³/s) stéka s řekou Řeznou (24 km, 5,2 m³/s) a dále pokračuje pod názvem Schwarzer Regen do řeky Dunaj.